# Нептунея лирата
Нептунея лирата (Neptunea lyrata) — вид брюхоногих моллюсков рода нептунея семейства трубачи.

## Внешний вид
Высота раковины до 17,5 см, диаметр до 10 см. Раковина с 7—8 оборотами. Её цвет бывает жёлтым, розоватым или коричневым. Скульптура образована осевыми линиями роста и выпуклыми, приподнятыми, закругленными, раздвинутыми спиральными килями.

## Распространение и места обитания
Встречается от юга Приморья и острова Хоккайдо до Анадырского залива и от мыса Айс Кап до Северной Калифорнии. Живёт на илистых и песчанисто-илистых грунтах. На юге Приморья чаще всего обитает на глубине 60—80 м.

## Питание
Хищник. Питается также падалью.

## Размножение
Откладывает кладки из крупных яйцевидных капсул. Развитие без метаморфоза — из яиц выходят маленькие улитки.